# Centris lateritia
Centris lateritia är en biart som beskrevs av Heinrich Friese 1899. Centris lateritia ingår i släktet Centris och familjen långtungebin. Inga underarter finns listade.